# Stardust (álbum)
Stardust es el vigesimotercer álbum de estudio del músico estadounidense Willie Nelson publicado por la compañía discográfica Columbia Records en abril de 1978. El álbum incluye diez clásicos del pop que Nelson escogió de entre sus favoritas. El músico solicitó a Booker T. Jones, vecino suyo en Malibú (California), que arreglase una versión de «Moonlight in Vermont». Impresionado con la labor de Jones, Nelson le pidió que produjese el resto del álbum. La decisión de grabar dichas canciones fue polémica en Columbia Records al haberse distinguido como artista en el género country. La grabación se realizó en solo nueve días.
Publicado en abril, Stardust obtuvo buenas ventas y reseñas favorables de la prensa. Alcanzó el primer puesto en la lista Top Country Albums y el 30 en Billboard 200, además de llegar al primer puesto en la lista canadiense de álbumes country y al 28 en la lista RPM Top Albums. Los sencillos «Blue Skies» y «All of Me» llegaron respectivamente a los puestos uno y tres en la lista Hot Country Singles de Billboard.
En 1979, Nelson ganó un Grammy en la categoría de mejor interpretación vocal country masculina por la canción «Georgia on My Mind». Stardust estuvo en la lista de álbumes country durante diez años, desde su publicación hasta 1988. También alcanzó el primer puesto en Nueva Zelanda y el cinco en Australia dos años después de su publicación. En 2003, fue situado en el puesto 257 de la lista de los 500 mejores álbumes de todos los tiempos por la revista Rolling Stone y fue certificado disco de platino por la RIAA en diciembre de 1978. En 1984, el álbum había sido certificado triple platino. 

## Lista de canciones
Cara A
| N.º | Título               | Escritor(es)                      | Duración |  |
| 1.  | «Stardust»           | Hoagy Carmichael, Mitchell Parish | 3:53     |  |
| 2.  | «Georgia on My Mind» | Hoagy Carmichael, Stuart Gorrell  | 4:20     |  |
| 3.  | «Blue Skies»         | Irving Berlin                     | 3:34     |  |
| 4.  | «All of Me»          | Seymour Simons, Gerald Marks      | 3:54     |  |
| 5.  | «Unchained Melody»   | Alex North, Hy Zaret              | 3:50     |  |

Cara B
| N.º | Título                            | Escritor(es)                   | Duración |  |
| 1.  | «September Song»                  | Kurt Weill, Maxwell Anderson   | 4:35     |  |
| 2.  | «On the Sunny Side of the Street» | Jimmy McHugh, Dorothy Fields   | 2:36     |  |
| 3.  | «Moonlight in Vermont»            | Karl Suessdorf, John Blackburn | 3:25     |  |
| 4.  | «Don't Get Around Much Anymore»   | Duke Ellington, Bob Russell    | 2:33     |  |
| 5.  | «Someone to Watch Over Me»        | George Gershwin, Ira Gershwin  | 4:03     |  |

| Temas extra (reedición de 1999) |                         |                           |          |  |
| N.º                             | Título                  | Escritor(es)              | Duración |  |
| 11.                             | «Scarlet Ribbons»       | Evelyn Danzig, Jack Segal | 4:30     |  |
| 12.                             | «I Can See Clearly Now» | Johnny Nash               | 4:18     |  |

## Personal
- Willie Nelson – voz, guitarra
- Bobbie Nelson – piano
- Paul English – batería
- Rex Ludwick – batería
- Jody Payne – guitarra
- Bee Spears – bajo
- Chris Ethridge – bajo
- Mickey Raphael – armónica
- Booker T. Jones – órgano

## Posición en listas
| País           | Lista                   | Posición |
| -------------- | ----------------------- | -------- |
| Australia      | Australian Albums Chart | 5        |
| Canadá         | RPM Country Albums      | 1        |
| Canadá         | RPM Top Albums          | 28       |
| Estados Unidos | Billboard 200           | 30       |
| Estados Unidos | Top Country Albums      | 1        |